# فرانسیسکو خوول
فرانسیسکو خوول (اسپانیایی: Francisco Jovel‎؛ زادهٔ ۲۶ مهٔ ۱۹۵۱) بازیکن سابق و مربی فوتبال اهل السالوادور است.
وی همچنین در تیم ملی فوتبال السالوادور بازی کرده‌است.